# 惠世揚
惠世揚（1581年—1652年），字抑之、抑我，號元孺，陝西清澗縣小岔則人，明末清初政治人物。萬曆丁未進士，東林黨人。

## 生平
惠世揚萬曆三十一年（1603年）中舉人，萬曆三十五年（1607年）成進士，初授四川華陽縣（今屬雙流縣）知縣。因政績卓著，擢工科給事中，轉右給事中，陞禮科都給事中，多有建言。
熹宗即位，惠世揚以災異陳言，參劾大學士孫如游，薦高攀龍、劉宗周、孫居相、劉策、王之寀等，又糾首輔方從哲。天啟二年（1622年），大學士沈㴶配合魏忠賢大舉內操，募兵隸於錦衣衛。惠世揚等上疏反對。歷官太常寺少卿、大理寺少卿。天啟五年（1625年），左副都御史王紹徽仿照《水滸傳》的形式，編成《東林點將錄》。惠世揚名列其中，冠以“天猛星霹靂火大理寺少卿惠世揚”，與楊漣、左光斗、周朝瑞、袁化中並稱「馬軍五虎將」。終於以“結交內侍”罪名下獄，嚴刑拷打，抗論不屈，幾死囹圄。
崇禎元年（1628年），經馬鳴世等訟冤，惠世揚復官。次年，論劾尚書張鶴鳴，丁忧去官。崇禎六年（1633年），再起故官。崇禎十年（1637年），轉南京大理寺卿。崇禎十一年（1638年），晉兵部右侍郎，改刑部添註右侍郎。崇禎十四年（1641年），調刑部左侍郎。。
明末投降大順，任右平章。隨即降清，任左副都御史，致仕回鄉。姜瓖反清起事，綏德副總兵王永強奉惠世揚起兵響應。永曆七年（清順治九年，1652年）兵敗米原鎮，王永強自縊，惠世揚不知所終。

## 家族
曾祖惠布。祖父惠之翰，府通判。父惠承芳，號静所，甲午举人、贡士，歷官户部主事、工部营缮司主事。母王氏。具庆下。弟宏扬、丕扬、顯扬、明扬。